# Dextropropoxyphen
Dextropropoxyphen er et smertestillende stof i opioid gruppen. Dextropropoxyphen er, ligesom kodein, et svagt opioid. Stoffet blev taget af markedet i EU i 2009 og i USA i 2010 på grund af dets afhængighedsskabende karakter, risiko for overdosis og bivirkninger i form af forstyrrelser i hjerterytme (arytmi). Dextropropoxyphen blev udviklet af Eli Lilly og kom på markedet i 1957.